# 臨安公主
臨安公主（1360年11月15日—1421年7月30日），名鏡靜，明朝公主，明太祖朱元璋長女，為成穆贵妃孫氏所生。

## 生平
洪武九年七月十日（1376年7月26日），下嫁韩国公李善长之子李祺，並冊封為臨安公主。当时才刚制定公主婚礼制度，先是赐李祺冠诰跟朝服，仪从甚盛。公主也將妇女應遵守的道德規範執行的很周到。李祺是功臣之子又是明太祖长婿，明太祖對其颇是信任。只要各地出現水災或旱災的災情，往往都會敕諭李祺前往振济。
洪武二十三年五月二十三日（1390年7月6日）李善长受胡惟庸案牽連而死，李祺因驸马身份得以倖免，被流放江浦，公主随行。多年后李祺死于江浦。而臨安公主所生之子得以免罪。
永乐十九年七月初二日（1421年7月30日）臨安公主去世，享壽六十二。

## 墓
临安公主墓位于今南京市雨花台区铁心桥街道，2018年发现，2023年9月列为南京市文物保护单位。

## 註释
1. ↑   (PDF).   [2021-01-12]. （原始内容存档 (PDF)于2021-01-14）.
2. ↑  明·楊士奇等，《大明宣宗章皇帝實錄》（卷3）：“洪熙元年秋七月戊辰朔……懷慶大長公主薨。公主，太祖皇帝苐六女，母成穆貴妃孫氏，洪武中冊封，下嫁駙馬都尉王寧。”
3. 1 2  朱中秀; 王妮; 祁海寧. . 中国文物报 (中国文物报社). 2019-06-21  [2021-01-12]. （原始内容存档于2023-05-11）.
4. ↑  明·董倫等，《大明太祖高皇帝實錄》（卷100）：“洪武九年秋七月……壬戌，以李祺為駙馬都尉，尚皇長女臨安公主。祺，太師韓國公善長長子也。”
5. ↑  明·董倫等，《大明太祖高皇帝實錄》（卷100）：“二日，命使冊公主其儀，內使監陳設冊案於乾清宮御座之東南，設儀仗於丹陛之東西，陳女樂於丹陛之南，尚儀奏外辦，上皮弁服，中宮翟衣升，御座樂作升，座訖，樂止，引禮，引捧冊，使者、女官就殿上拜位，贊拜，樂作四拜，樂止，傳制官稱有制，贊捧冊，使者跪，傳制官傳制曰：‘今冊長女為臨安公主。’”
6. ↑  清·張廷玉等，《明史》（卷121）：“太祖十六女臨安公主，洪武九年下嫁李祺，韓國公善長子也。是時始定公主婚禮，先期賜駙馬冠誥並朝服，儀從甚盛。主執婦道甚備。祺，功臣子，帝長婿，頗委任之。四方水旱，每命祺往振濟。”
7. ↑  清·張廷玉等，《明史》（卷127）：“獄具，謂善長元勳國戚，知逆謀不發舉，狐疑觀望懷兩端，大逆不道。會有言星變，其占當移大臣。遂並其妻女弟侄家口七十余人誅之。而吉安侯陸仲亨、延安侯唐勝宗、平涼侯費聚、南雄侯趙庸、滎陽侯鄭遇春、宜春侯黃彬、河南侯陸聚等，皆同時坐惟庸黨死，而已故營陽侯楊璟、濟甯侯顧時等追坐者又若干人。帝手詔條列其罪，傅著獄辭，為《昭示奸黨三錄》，佈告天下。善長子祺與主徙江浦，久之卒。祺子芳、茂，以公主恩得不坐。芳為留守中衛指揮，茂為旗手衛鎮撫，罷世襲。”
8. ↑  明·楊士奇等，《大明太宗文皇帝实录》（卷239）：“永乐十九年秋七月……庚申，臨安公主薨。讣闻，上辍视朝四日，赐祭，命有司治丧葬。主，太祖高皇帝长女，母成穆贵妃孙氏，下嫁驸马都尉李祺。薨年六十二。”
9. ↑  南京市人民政府. . 南京市人民政府公报. 2023-9-14.